# ويليام جي. هان
ويليام جي. هان (بالإنجليزية: William George Haan)‏ هو ضابط أمريكي، ولد في 4 أكتوبر 1863 في كراون بوينت في الولايات المتحدة، وتوفي في 26 أكتوبر 1924 في واشنطن العاصمة في الولايات المتحدة.